# Cierp-Gaud
Cierp-Gaud (okzitanisch Cièrp e Gaud) ist eine französische Gemeinde mit 696 Einwohnern (Stand 1. Januar 2022) im Département Haute-Garonne in der Region Okzitanien (vor 2016 Midi-Pyrénées). Sie gehört zum Arrondissement Saint-Gaudens und zum Kanton Bagnères-de-Luchon. Die Einwohner werden Cierpois-Gaudois genannt.

## Lage
Cierp-Gaud liegt in den Pyrenäen an der Grenze zum Département Hautes-Pyrénées, etwa zehn Kilometer nördlich der Grenze zu Spanien und 33 Kilometer südsüdwestlich von Saint-Gaudens am Pique. Umgeben wird Cierp-Gaud von den Nachbargemeinden Thèbe im Nordwesten und Norden, Esténos im Norden, Chaum im Nordosten, Marignac im Osten, Baren und Burgalays im Südosten und Süden, Signac im Süden und Südwesten, Esbareich im Westen und Nordwesten sowie Mauléon-Barousse im Nordwesten.

## Geschichte
Bis 1972 waren Cierp und Gaud eigenständige Gemeinden. 1973 wurden sie gemeinsam mit der Gemeinde Signac zur Kommune Cierp-Gaud-Signac zusammengeschlossen. 1983 löste sich Signac aus dem Verbund. Seitdem besteht die Gemeinde Cierp-Gaud.

### Bevölkerungsentwicklung
| Jahr                      | 1962 | 1968 | 1975 | 1982 | 1990 | 1999 | 2009 | 2020 |
| Einwohner                 | 922  | 954  | 874  | 944  | 990  | 862  | 883  | 719  |
| Quelle: Cassini und INSEE |      |      |      |      |      |      |      |      |

## Sehenswürdigkeiten
- Kirche Notre-Dame in Cierp
- Kirche Notre-Dame in Gaud
- Schloss Cierp aus dem 16. Jahrhundert, heutiges Rathaus
- Höhle

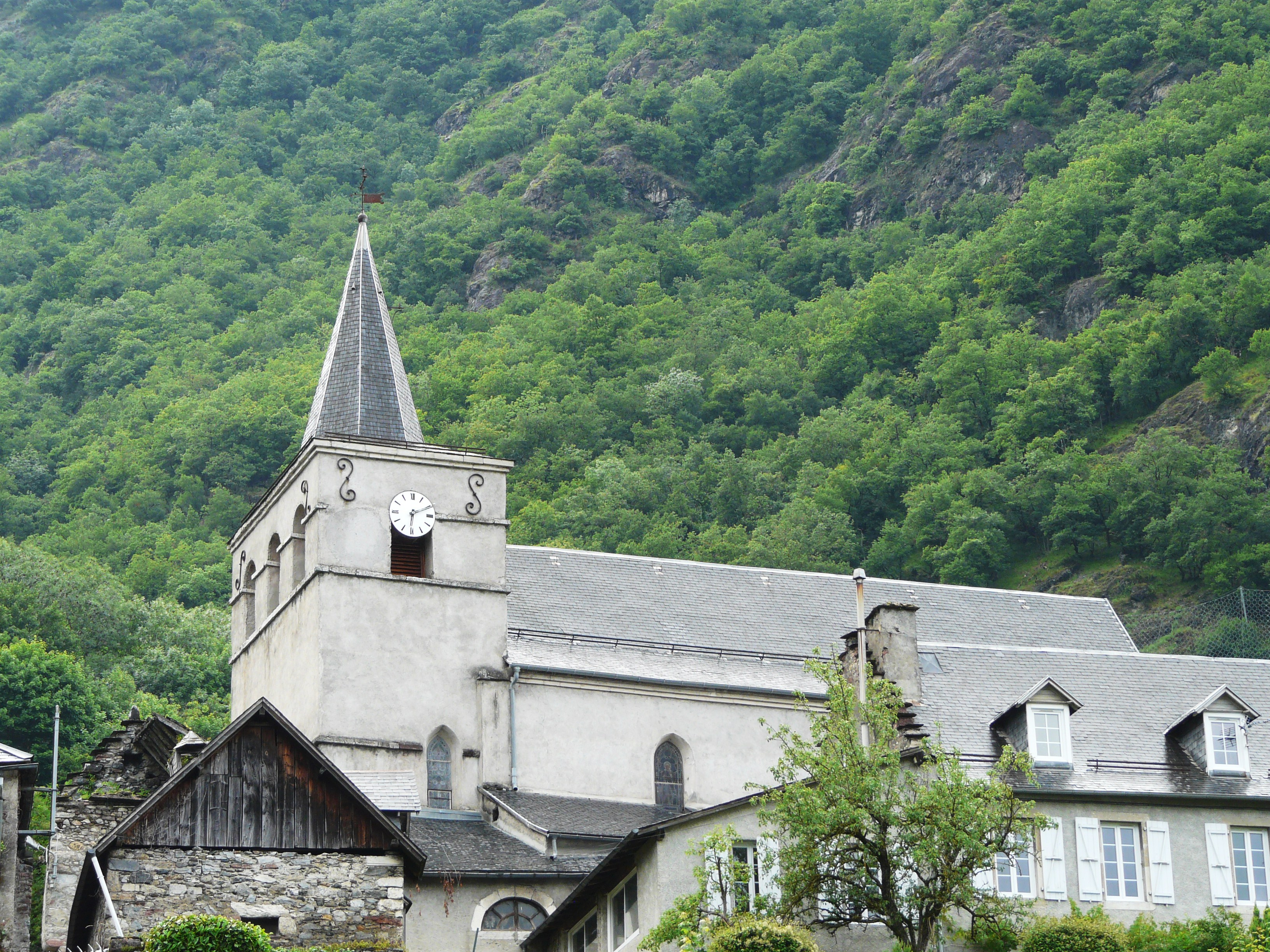
Kirche Notre-Dame in Cierp
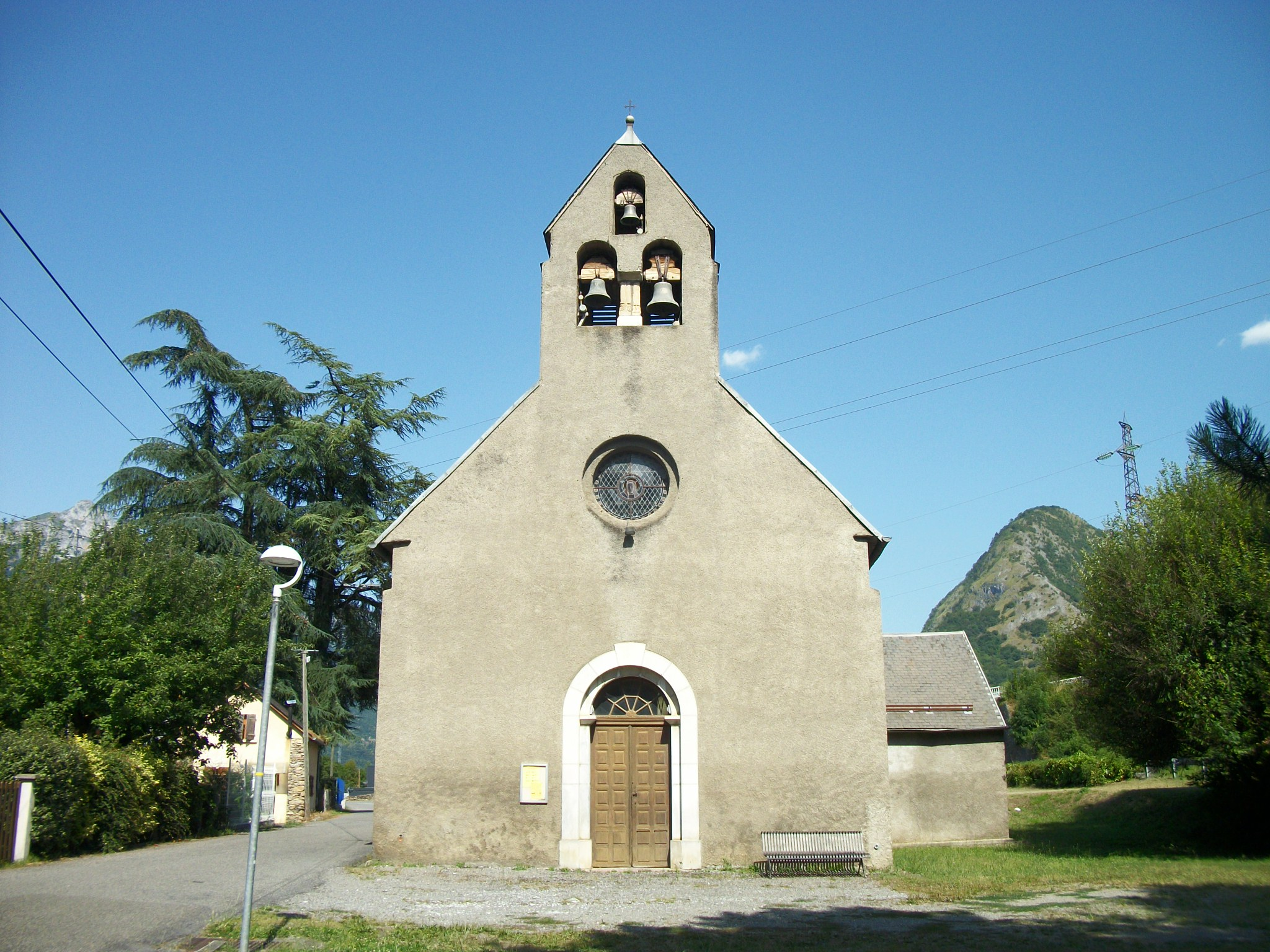
Kirche Notre-Dame in Gaud
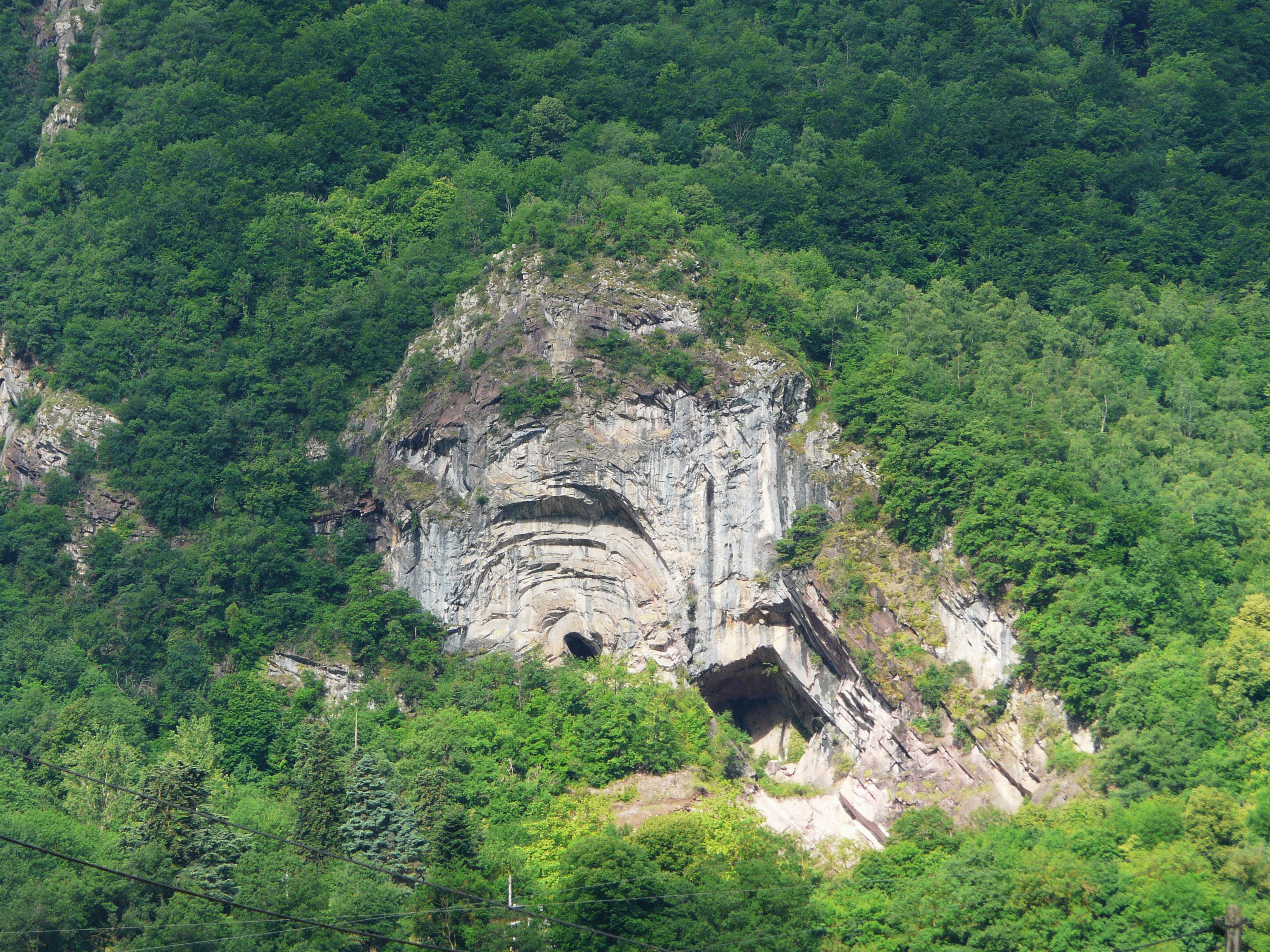
Höhle